# Calderwood
Calderwood är en del av en befolkad plats i Australien. Den ligger i kommunen Shellharbour och delstaten New South Wales, i den sydöstra delen av landet, omkring 89 kilometer sydväst om delstatshuvudstaden Sydney.
Närmaste större samhälle är Dapto, nära Calderwood. 
I omgivningarna runt Calderwood växer i huvudsak städsegrön lövskog. Runt Calderwood är det ganska tätbefolkat, med 75 invånare per kvadratkilometer. Genomsnittlig årsnederbörd är 1 352 millimeter. Den regnigaste månaden är februari, med i genomsnitt 211 mm nederbörd, och den torraste är juli, med 36 mm nederbörd.